# 16e cérémonie des Saturn Awards
La 16e cérémonie des Saturn Awards, récompensant les films sortis en 1988 et les professionnels s'étant distingués cette année-là, s'est tenue le 21 janvier 1990. Cette cérémonie est la première depuis la 6e cérémonie à récompenser une œuvre télévisuelle, ce qui deviendra systématique dans les cérémonies ultérieures.

## Palmarès
Les lauréats sont indiqués ci-dessous en premier de chaque catégorie et en gras.

### Cinéma

#### Meilleur film fantastique
- Qui veut la peau de Roger Rabbit ? (Who Framed Roger Rabbit)
  - Big
  - Élémentaire, mon cher... Lock Holmes (Without a Clue)
  - Fantômes en fête (Scrooged)
  - Le Petit Dinosaure et la Vallée des merveilles (The Land Before Time)
  - Willow

#### Meilleur film d'horreur
- Beetlejuice
  - Jeu d'enfant (Child's Play)
  - Faux-semblants (Dead Ringers)
  - Halloween 4 (Halloween 4: The Return of Michael Myers)
  - Hellraiser 2  (Hellbound: Hellraiser II)
  - Le Cauchemar de Freddy (A Nightmare on Elm Street 4: The Dream Master)
  - Waxwork

#### Meilleur film de science-fiction
- Futur immédiat, Los Angeles 1991 (Alien Nation)
  - Le Blob (The Blob)
  - Cocoon, le retour (Cocoon: The Return)
  - J'ai épousé une extra-terrestre (My Stepmother Is an Alien)
  - Appelez-moi Johnny 5 (Short Circuit 2)
  - Invasion Los Angeles (They Live)

#### Meilleur acteur
- Tom Hanks – Big
  - Hume Cronyn – Cocoon, le retour
  - Bob Hoskins – Qui veut la peau de Roger Rabbit ? (Who Framed Roger Rabbit)
  - Jeremy Irons – Faux-semblants
  - Bill Murray – Fantômes en fête as Frank Cross
  - James Spader – Jack's Back

#### Meilleure actrice
- Catherine Hicks – Jeu d'enfant
  - Kim Basinger – J'ai épousé une extra-terrestre
  - Amanda Donohoe – Le Repaire du ver blanc
  - Cassandra Peterson – Elvira, maîtresse des ténèbres
  - Joanna Pacuła – The Kiss
  - Jessica Tandy – Cocoon, le retour

#### Meilleur acteur dans un second rôle
- Robert Loggia – Big
  - Robert Englund – Le Cauchemar de Freddy
  - Jack Gilford – Cocoon, le retour
  - Michael Keaton – Beetlejuice
  - Christopher Lloyd – Qui veut la peau de Roger Rabbit ? (Who Framed Roger Rabbit)
  - Mandy Patinkin – Futur immédiat, Los Angeles 1991

#### Meilleure actrice dans un second rôle
- Sylvia Sidney – Beetlejuice
  - Joanna Cassidy – Qui veut la peau de Roger Rabbit ? (Who Framed Roger Rabbit)
  - Katherine Helmond – Les Fantômes d'Halloween
  - Clare Higgins – Hellraiser 2
  - Jean Marsh – Willow
  - Zelda Rubinstein – Poltergeist 3
  - Meredith Salenger – The Kiss

#### Meilleur(e) jeune acteur ou actrice
- Fred Savage – Vice Versa
  - Warwick Davis – Willow
  - Rodney Eastman – Deadly Weapon
  - Lukas Haas – Les Fantômes d'Halloween
  - Corey Haim – Watchers
  - Jared Rushton – Big
  - Alex Vincent – Jeu d'enfant

#### Meilleure réalisation
- Robert Zemeckis – Qui veut la peau de Roger Rabbit ? (Who Framed Roger Rabbit)
  - Tim Burton – Beetlejuice
  - Renny Harlin – Le Cauchemar de Freddy
  - Anthony Hickox – Waxwork
  - Penny Marshall – Big
  - Charles Matthau – Doin' Time on Planet Earth

#### Meilleur scénario
- Gary Ross et Anne Spielberg – Big
  - Michael McDowell et Warren Skaaren – Beetlejuice
  - Tom Holland, John Lafia et Don Mancini – Jeu d'enfant
  - David Cronenberg et Norman Snider – Faux-semblants
  - Alan B. McElroy – Halloween 4
  - Jeffrey Price et Peter S. Seaman – Qui veut la peau de Roger Rabbit ? (Who Framed Roger Rabbit)

#### Meilleurs costumes
- Barbara Lane – Willow
  - Denise Cronenberg – Faux-semblants
  - Darcie F. Olson – Les Clowns tueurs venus d'ailleurs
  - Michael Jeffery – Le Repaire du ver blanc
  - Stephen M. Chudej – La Mort des trois soleils
  - Leonard Pollack – Waxwork

#### Meilleurs effets spéciaux
- Qui veut la peau de Roger Rabbit ? (Who Framed Roger Rabbit) – George Gibbs, Ken Ralston, Richard Williams (Industrial Light & Magic)
  - Appelez-moi Johnny 5 – Eric Allard and Jeff Jarvis
  - Beetlejuice – Peter Kuran, Alan Munro, Ted Rae et Robert Short
  - Fantômes en fête – Eric Brevig, Allen Hall (Dream Quest Images)
  - Moonwalker – Kevin Pike, Hoyt Yeatman and Will Vinton
  - Willow – John Richardson (Industrial Light & Magic)

#### Meilleure musique
- Christopher Young – Hellraiser 2
  - Danny Elfman – Beetlejuice
  - Michael Hoenig – Le Blob
  - Howard Shore – Faux-semblants
  - John Massari – Les Clowns tueurs venus d'ailleurs
  - John Carpenter et Alan Howarth – Invasion Los Angeles
  - Alan Silvestri – Qui veut la peau de Roger Rabbit ? (Who Framed Roger Rabbit)

#### Meilleur maquillage
- Ve Neill, Steve La Porte et Robert Short – Beetlejuice
  - John M. Elliott, Jr. et Stan Winston – Futur immédiat, Los Angeles 1991
  - R. Christopher Biggs et Sheri Short – Critters 2
  - Mark Shostrom – Phantasm 2
  - David LeRoy Anderson et Lance Anderson – L'Emprise des ténèbres
  - Bob Keen – Waxwork

### Télévision

#### Meilleure série
- Star Trek : La Nouvelle Génération (Star Trek: The Next Generation)
  - La Belle et la Bête (Beauty and the Beast)
  - Freddy, le cauchemar de vos nuits (Freddy's Nightmares)
  - Vendredi 13 (Friday the 13th: The Series)
  - Loin de ce monde (Out of This World)
  - Superboy
  - War of the Worlds

### Prix spéciaux

#### Life Career Award
- Ray Walston

#### President's Award
- Carrie Fisher